# Kagogo (vattendrag i Burundi, Kirundo)
Kagogo är ett vattendrag i Burundi.   Det ligger i provinsen Kirundo, i den norra delen av landet, 130 kilometer nordost om huvudstaden Bujumbura.
Omgivningarna runt Kagogo är en mosaik av jordbruksmark och naturlig växtlighet. Runt Kagogo är det tätbefolkat, med 343 invånare per kvadratkilometer.